# Харроу, Лиза
Лиза Харроу (род. 25 апреля 1943 года) — новозеландская актриса, получившая известность за свои роли в британском театре, кино и телевидении.

## Карьера
Родилась 25 апреля 1943 года в г. Окленд, пригороде Маунт-Эдена в семье Кеннета Мэйо Харроу и Элеонор Джоан Харроу (урожд. Стэкпул). Училась в Оклендском университете, позднее в 1968 году закончила Королевскую академию драматического искусства в Лондоне и поступила на работу в театральную труппу BBC Radio.
Театральная карьера Лизы Харроу началась в труппе Королевской шекспировской компании, сыграв роли Оливии в комедии «Двенадцатая ночь» режиссёра Джона Бартона вместе с Джуди Денч и Порции в пьесе «Венецианский купец» вместе с Патриком Стюартом. Она играла такие ведущие роли в британских театрах как Джульетта (вместе с Джоном Хёртом, исполнившим роль Ромео) на сцене Белградского театра г. Ковентри и Энн Уитфилд в пьесе «Человек и сверхчеловек» вместе с Питером О’Тулом на сцене Королевского театра на ул. Хеймаркет, Лондон.
Харроу выступала на сцене по всей Америке. Она сыграла центральную роль Вивиан Беаринг в пьесе Wit, (получившей Пулитцеровскую премию) которая шла долгое время на сценах Офф-Бродвея г. Нью-Йорк-сити. Она была названа исполнителем 2001 года в г. Питтсбурге за роль Медеи. Также она исполняла роли Раневской в «Вишнёвом саду» в Йельском репертуарном театре и роль Кати Келлер в пьесе «All My Sons» на сцене Чаттанугского театра. С 3 октября по 4 декабря 2009 года она играла роль Креусы в пьесе «Ион» Еврипида на сцене Вашингтонского театра Шекспира.
Харроу известна по роли Нэнси Астор (первой женщине- депутату Палаты общин) в драме 1982 года канала ВВС «Nancy Astor». Фильм был показан и в США в рамках сериала Masterpiece Theatre компании PBS.
Первой её ролью в кино стала роль Гленды Джексон в итальянском фильме The Devil Is a Woman (1974). В 1975 году Харроу сыграла роль Хелен Андерсон в экранизации книги All Creatures Great and Small Джеймса Хэрриота, в фильме также приняли участие Симон Ярд и Энтони Хопкинс. В следующем году она сыграла ту же роль в сиквеле It Shouldn’t Happen to a Vet, вместе с Джоном Алдертоном и Колином Блэкли.
В 1978 году Харроу стала приглашённой актрисой в серии «The Rack» второго сезона сериала The Professionals, автор Брайан Клеменс исполнив роль адвоката, выступающего в суде по расследованию о расформировании CI5. Также в этом году она сыграла роль помощника контролёра Линн Блейк в телесериале «1990» канала ВВС2
Харроу сыграла роль журналистки Кейт Рейнольдс в фильме ужасов «Омен-3: Последняя битва» (1981) сыграв вместе с Сэмом Ниллом. Также они работали вместе в фильме Кшиштофа Занусси «From a Far Country». В 1985 году Харроу снялась в новозеландском фильме «Shaker Run». В 1987 году исполнила роль Лиззи Дикинсон в сериале канала ВВС "Lizzie’s Pictures ". В 1990 году Харроу сыграла роль острой на язык, жены-интриганки в семье богатых пивоваров в серии 13 «Sins of the Father» телесериала «Inspector Morse» канала ITV вместе с актёром Джоном Тоу. В этом году она также сыграла в мини-сериале телеканала ABC «Come In Spinner» и сыграла роль Imogen Donahue в фильме о Пуаро «The Kidnapped Prime Minister» по произведению Агаты Кристи. В 1992 году Харроу выиграла премию Australian Film Institute Award for Best Actress in a Leading Role за работу в фильме The Last Days of Chez Nous (1992). Она сыграла роль Лиззи жены Кавагха в британском телесериале Kavanagh QC, где также играл Тау. После съёмок в третьей серии (показанной в 1997 году) она оставила работу над программой, чтобы переехать в Америку.
В 2014 году Харроу сыграла Марион в новозеландском телесериале «Step Dave».
В 2015 году за заслуги в области драматического искусства она получила награду Орден Заслуг.

## Личная жизнь
В 1980х годах была замужем за актёром Сэмом Ниллом. Их сын Тим родился в 1983 году.
В настоящее время замужем за биологом, специалистом по китам Роджером Пейном и проживает в штате Вермонт, США. Пейн является основателем и президентом организации Ocean Alliance. Он и учёный Скотт Маквей открыли, что горбатые киты издают длительные сложные и по всей видимости беспорядочные сигналы, которые они назвали «Песни китов». Учёные написали цикл лекций/представлений под названием «'SeaChange: Reversing the Tide» (Изменение моря. Ослабление прилива).
Лиза Харроу — автор книги об окружающей среде What Can I Do? (Что я могу сделать?), опубликованный отдельными изданиями в Австралии, Новой Зеландии, Великобритании и США. У неё есть веб-сайт для продвижения книги. Название издания в США указано ниже